# Lungs (EP)
Lungs es el primer EP de la banda de post-hardcore, punk rock y noise rock Big Black. Fue lanzado en diciembre de 1982 por Ruthless Records, y fue relanzado en 1992 por Touch and Go Records. Steve Albini, además de cantar, tocó casi todos los instrumentos presentes en Lungs, excepto por la batería, que fue programada en una caja de ritmos Roland TR-606. Este EP fue usado para luego reclutar a los demás miembros de la banda. Lungs fue grabado en una grabadora de 4 pistas que un amigo de Albini le prestó, en un intercambio por unas cuantas cervezas. Albini ha descrito este lanzamiento como "el peor que haya hecho".
El EP original venía con objetos al azar, como pistolas de agua cargadas, pedazos de papel con sangre (un amigo de Albini sufrió de una hemorragia nasal), billetes de un dólar, condones usados, fotos de Bruce Lee, y fotografías viejas. Cosas como ganchos para pescar y hojas de afeitar fueron evitadas, temiendo una demanda judicial.